# Ismael (film)
Ismael is een Spaanse film uit 2013, geregisseerd door Marcelo Piñeyro.

## Verhaal
De acht jaar oude Ismael Tcho neemt de trein naar Barcelona. Hij is zijn huis ontvlucht omdat hij zijn vader Félix, die hij nooit heeft ontmoet, wil vinden. Zijn enige aanwijzing is een adres van een appartement in Barcelona, dat hij heeft gevonden op een envelop gericht aan zijn moeder. Eenmaal aangekomen weet hij het appartement te vinden, maar in plaats van zijn vader, treft hij een elegante vrouw van in de vijftig. Het blijkt zijn oma Nora, de moeder van Félix, te zijn.

## Rolverdeling
| Acteur              | Personage |
| ------------------- | --------- |
| Belén Rueda         | Nora      |
| Mario Casas         | Félix     |
| Sergi López i Ayats | Jordi     |
| Ella Kweku          | Alika     |
| Juan Diego Botto    | Luis      |
| Larsson do Amaral   | Ismael    |
| Mikel Iglesias      | Chino     |

## Ontvangst

### Prijzen en nominaties
Een selectie:
| Jaar | Evenement                       | Categorie               | Genomineerde     | Resultaat   |
| ---- | ------------------------------- | ----------------------- | ---------------- | ----------- |
| 2014 | Premios Goya (28ste uitreiking) | Beste mannelijke bijrol | Juan Diego Botto | Genomineerd |